# Compsognathus
Compsognathus (/ kɒmpˈsɒɡnəθəs /; grecesc kompsos / κομψός; „elegant”, „rafinat” sau „delicat”, și gnathos / γνάθος; „maxilar”) este un gen de dinozaur teropod mic, bipedal, carnivor. Membrii speciei sale unice Compsognathus longipes ar putea crește până la dimensiunea unui curcan. Au trăit în urmă cu aproximativ 150 de milioane de ani, în epoca titoniană a perioadei jurasice târzii, în ceea ce este acum Europa. Paleontologii au găsit două fosile bine conservate, una în Germania în anii 1850 și a doua în Franța mai mult de un secol mai târziu. Astăzi, C. longipes este singura specie recunoscută, deși specimenul mai mare descoperit în Franța în anii 1970 se credea cândva că aparține unei specii separate și numit C. corallestris.